# Rogelio Botanz
Rogelio Botanz Parra, cantautor español nacido en Legazpia (Guipúzcoa) el 22 de diciembre de 1956.

## Carrera
Comienza su carrera musical en la década de los 70 del siglo XX, musicalizando poemas de Gabriel Aresti o Miguel Hernández. A finales de esta década se traslada a Tenerife (Islas Canarias), dedicándose a la enseñanza y participando en distintos colectivos culturales.
En 1985 aparece en el disco Nueva Canción Canaria en el que participaban además Andrés Molina, Pedro Guerra, Lito y Marisa Medina. Poco después, junto con Andrés Molina y Pedro Guerra formará el grupo Taller Canario de Canción, en el cual, además de vocalista, se encargaba de tocar las percusiones (percutería, litófono, percusión canaria...), el pito herreño y, ocasionalmente, alguna guitarra o acordeón. Tras la disolución de Taller Canario de Canción, inicia su andadura en solitario, siendo acompañado en ocasiones por su grupo ... (Puntos Suspensivos), mezclando rock con folclore canario. Además de la música, continúa dedicado a la enseñanza, impartiendo educación primaria, así como cursos de silbo gomero en el norte de Tenerife. También participó como músico en los discos de Pedro Guerra Mararía (BSO) y Raíz, así como cantante en discos de Alejandro Filio o Quintín Cabrera.

## Discografía

### Con Taller Canario
- Trapera (1986)
- Identidad (1988)
- A por todas (1989)
- Rap a duras penas (1991)
- Y ahora... ¿qué? (1994)
- Castillos de arena (1999)

### En solitario
- Tic-tac (1998)
- Tiempo (2001)
- Rogelio Botanz canta a Alfonso Sastre (2004) (con Alfonso Sastre)
- Vuelos (2007)

### Otros
- Nueva Canción Canaria (1985)
- En directo (disco de Alejandro Filio en el que Rogelio Botanz interpreta 4 temas) (2002)
- Conocidos Íntimos (2004)

## Formación: Rogelio Botanz + Puntos suspensivos
- Rogelio Botanz: Voz, guitarra española y percusiones.
- Alberto Méndez: Bajo.
- Gonzalo Araoz: Guitarra.
- Alfredo Llanos: Batería.
- Ismel: Violín.
- Aarón González: Percusión canaria, pitos herreños y coros.
- Azuquahe Pérez: Percusión canaria, pitos herreños y coros.
- Miriam Botanz: Percusión canaria y coros.
- Yurena Ferrera: Percusión canaria y segunda voz.
- Esther Sosa: Percusión canaria y coros.
- Irene: Percusión canaria y coros.
- Bianca: Percusión canaria y coros.
- Daniel Pérez: Percusión canaria y coros

## Estilo
Su estilo fusiona la canción de autor con el rock, el folclore canario y vasco, la música norteafricana y amazig, el blues y los sonidos cubanos. La mayoría de los temas son en castellano, pero también tiene temas en euskera y otros con fragmentos en idioma guanche y el amazig.

## «Noche de los Lápices»
Rogelio Botanz compuso la canción La Noche de los Lápices luego de conocer el testimonio de Pablo Díaz, uno de los sobrevivientes de la Noche de los Lápices, un operativo de secuestro, tortura y asesinato de un grupo de adolescentes realizado durante la sangrienta dictadura cívico-militar argentina (1976-1983).